# ایرلاین‌ایر
ایرلاین‌ایر (به انگلیسی: Airlinair) یک شرکت هواپیمایی با کد یاتا AN است که در تاریخ ۱۹۹۸ میلادی تأسیس شده و در تاریخ ۱۹۹۹ فعالیتش را آغاز کرده‌است. دفتر مرکزی ایرلاین‌ایر در پاریس، فرانسه واقع شده‌است و قطب این شرکت هواپیمایی در فرودگاه اورلی قرار دارد و به ۲۶ مقصد، پرواز انجام می‌دهد.